# Wederzijds singuliere maten
In de maattheorie, een tak van de wiskundige analyse, noemt men twee maten op dezelfde meetbare ruimte wederzijds singulier of singulier ten opzichte van elkaar als de ruimte in twee delen opgedeeld kan worden zodanig dat de ene maat op het ene deel en de andere op het andere deel geconcentreerd is. Een maat die op één deel is geconcentreerd, kent aan de meetbare verzamelingen in het andere deel de maat 0 toe,

## Definitie
Twee maten {\displaystyle \mu } en {\displaystyle \nu } op een  meetbare ruimte {\displaystyle (X,{\mathcal {A}})} noemt men wederzijds singulier, genoteerd als {\displaystyle \mu \perp \nu }, als er 
disjuncte meetbare verzamelingen {\displaystyle A,B\in {\mathcal {A}},\ A\cap B=\varnothing } zijn, zodanig dat voor alle meetbare verzamelingen {\displaystyle C\in {\mathcal {A}}} geldt:
{\displaystyle \mu (C)=\mu (C\cap A)} en {\displaystyle \nu (C)=\nu (C\cap B)}
De maat {\displaystyle \mu } is geconcentreerd op {\displaystyle A} en de maat {\displaystyle \nu } op {\displaystyle B}.
Wederzijdse singulariteit is in zekere zin het "tegenovergestelde" van absolute continuïteit. Dit wordt gesterkt door de elementaire opmerking dat als {\displaystyle \nu } absoluut continu is met betrekking tot {\displaystyle \mu } ({\displaystyle \nu \ll \mu }), en {\displaystyle \mu } en {\displaystyle \nu } zijn wederzijds singulier ({\displaystyle \nu \perp \mu }), dan is {\displaystyle \nu =0}, en door de (allerminst elementaire) onderstaande stelling.
Als een bijzonder geval wordt een maat die op een euclidische ruimte {\displaystyle \mathbb {R} ^{n}} is gedefinieerd, singulier genoemd, als deze maat singulier is met betrekking tot de lebesgue-maat op deze ruimte. De dirac-deltafunctie is een voorbeeld van een singuliere maat.
Een kansmaat op {\displaystyle \mathbb {R} ^{n}} is dan en slechts dan singulier als er een (lebesgue-)nulverzameling is waaraan die kans 1 toekent. Dit is het geval voor discrete verdelingen. De poissonverdeling bijvoorbeeld is geconcentreerd op de natuurlijke getallen, die als aftelbare verzameling lebesgues-maat 0 hebben.
Een maat is σ-eindig als de hele ruimte de vereniging is van een aftelbare collectie van meetbare verzamelingen met eindige maat. Dit geldt onder meer voor de labesguemaat en alle kansmaten.

## Stelling van Radon-Nikodym-Lebesgue
Als op de meetbare ruimte {\displaystyle (X,{\mathcal {A}})} een σ-eindige maat {\displaystyle \mu } en een σ-eindige getekende maat {\displaystyle \nu } gegeven zijn, dan kan {\displaystyle \nu } op eenduidige wijze gesplitst worden in twee σ-eindige maten {\displaystyle \nu _{s}}, die singulier is ten opzichte van {\displaystyle \mu }, en {\displaystyle \nu _{a}}, die absoluut continu is ten opzichte van {\displaystyle \mu }:
{\displaystyle \nu =\nu _{s}+\nu _{a}}
{\displaystyle \nu _{a}\ll \mu }
{\displaystyle \nu _{s}\perp \mu }
Bovendien is {\displaystyle \nu _{s}\perp \nu _{a}} en heeft {\displaystyle \nu _{a}} een {\displaystyle \mu }-integreerbare dichtheidsfunctie {\displaystyle f}:
{\displaystyle \nu _{a}(A)=\int _{A}f\,\mathrm {d} \mu \quad } voor alle {\displaystyle A\in {\mathcal {A}}}
Als {\displaystyle \nu } eindig is, zijn ook {\displaystyle \nu _{a}} en {\displaystyle \nu _{s}} eindig.